# Simon Pallas
Simon Pallas (* 1694 in Berlin; † 24. Juli 1770 ebenda) war ein deutscher Chirurg und Hochschullehrer.

## Leben
Über das frühe Leben von Pallas ist relativ wenig bekannt. Es ist bekannt, dass er als Professor der Chirurgie am Collegium medico-chirurgicum und als erster Wundarzt an der Charité in Berlin tätig war. Er soll ein kühner Operateur gewesen sein und ein hervorragender Lehrer. Wenige Zeit vor seinem Tod, 1769, baute Pallas seine Zusammenarbeit mit dem Anatom Johann Friedrich Meckel aus. Zu seinen Schülern zählte unter anderen der Chirurg und Geburtshelfer Johann Philipp Hagen. Pallas’ Lehrbuch Anleitung zur praktischen Chirurgie wurde beim chirurgischen Unterricht benutzt, so um 1799 von Carl Caspar von Siebold im Würzburger Juliusspital.

„Den 24sten dieses, des Morgens, verstarb allhier, Herr Simon Pallas, erster Professor der Chirurgie bey dem Königl. Collegio Medico-Chirurgico, und einziger Wundarzt bey dem hiesigen Charite-Lazareth, nachdem derselbe an die 50 Jahre dem Königl. Preußischen Hause gedienet, plötzlich an einem Schlagflusse, im 76sten Jahre seines rühmlichen Alters. Er war, wegen seiner Geschicklichkeit in der Wundarzney, seiner Mitbürger Trost, und verlieret das Publicum selbigen so ungern, als seine Bekannten, welche an ihm einen recht aufrichtigen und redlichen Freund, mit wahrer Empfindung und Rührung bedauren.“

Zu seinen Söhnen zählen der Naturwissenschaftler Peter Simon Pallas sowie der Chirurg August Friedrich Pallas, der wie sein Vater als Professor für Chirurgie am Collegium medico-chirurgicum tätig war.

## Schriften
- Anleitung zur praktischen Chirurgie und der Lehre von den Knochenkrankheiten. 1763 und 1770; 2. Auflage: Berlin 1777.
- Ueber die chirurgischen Operatione. 1763, mit Anhang 1770.
- Anleitung die Knochenkrankheiten zu heilen. 1770.